# 色散力

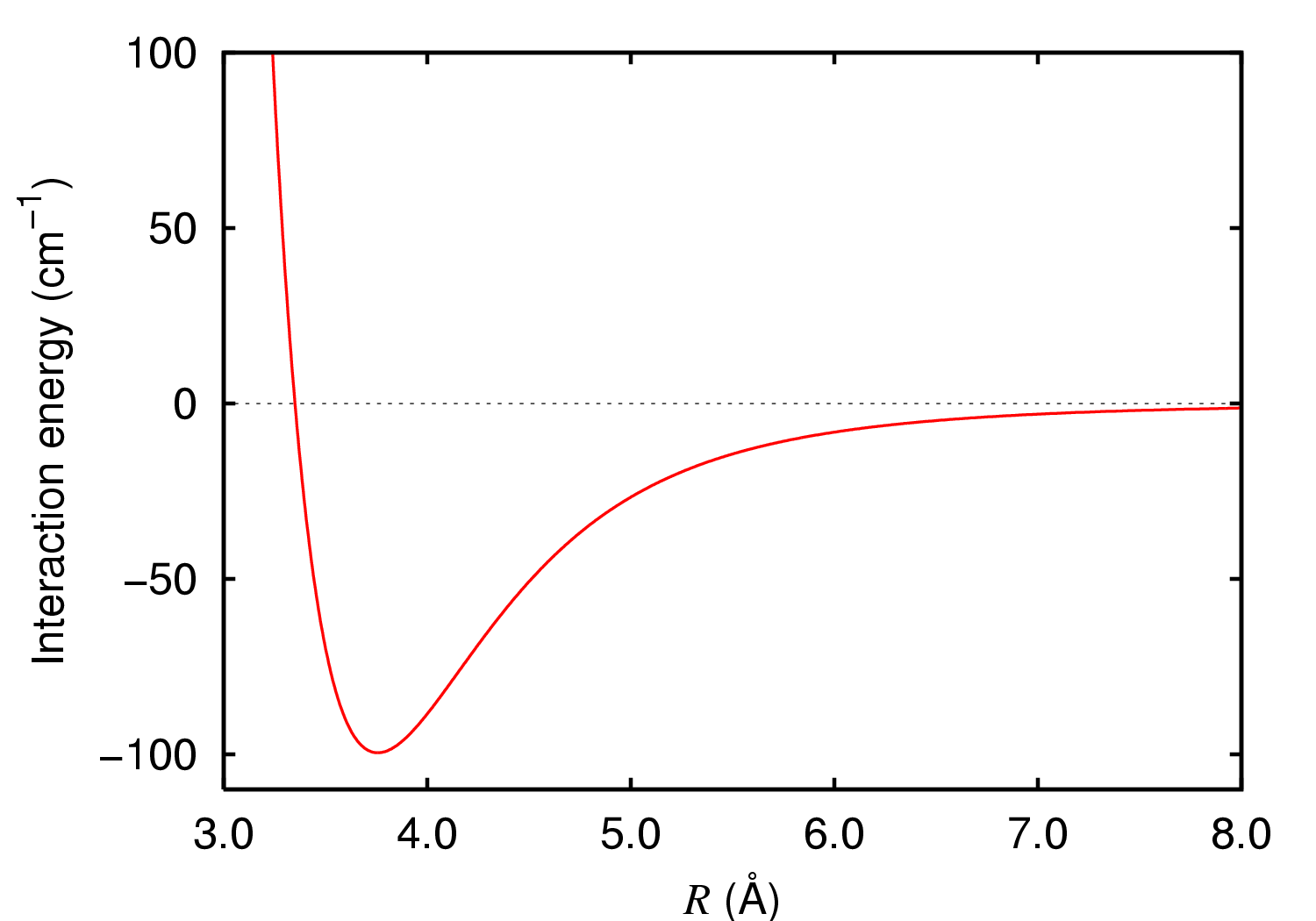
氬二聚體的相互作用能。描述長距離的部分是由於倫敦分散力的量。圖中曲線最低處即是此二聚體的鍵長

倫敦分散力（London dispersion force, LDF，簡稱倫敦力、分散力、瞬間偶極力、或波動誘導偶極鍵或寬鬆地稱為凡得瓦力），是作用於原子和分子間的一種分子間作用力，通常是電對稱的； 也就是說，電子相對於原子核對稱分佈。它們是凡得瓦力的一部分。 倫敦分散力以德國物理學家弗里茨·倫敦 (Fritz London) 的名字命名。 它們是最弱的分子間作用力。

## 概述

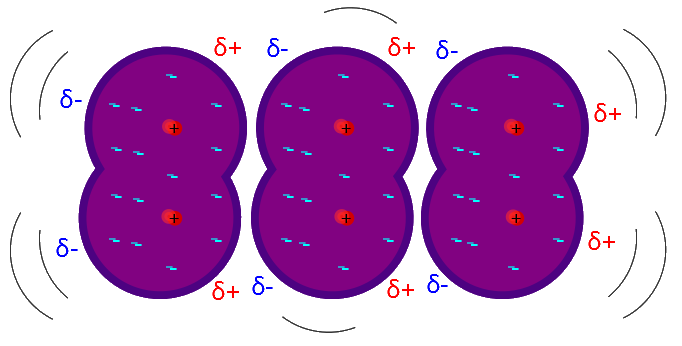
倫敦色散力(誘導偶極-誘導偶極)：非極性雙原子分子中瞬時偶極子的形成。 電子圍繞原子核的無序運動導致分子的小極化（部分負電荷δ−，部分正電荷δ+）。

原子或分子周圍的電子分佈隨時間波動。 這些波動產生瞬時電場，附近的其他原子和分子可以感受到這些電場，從而調整其自身電子的空間分佈。 最終效果是，一個原子中電子位置的波動會引起其他原子中電子的相應重新分佈，從而使電子運動變得相關。 雖然詳細的理論需要量子力學的解釋（參見色散力的量子力學理論），但這種效應經常被描述為瞬時電偶極子的形成，該偶極子（當被真空分開時）會相互吸引。
科學家觀察到在高壓低溫下，即使是非極性分子也能被液化或固化，弗里茨·伦敦認為非極性分子間必然有吸引力存在，否則在任何條件下非極性分子在任何條件下應該都是氣體，此吸引力即為倫敦分散力。
其能量很小，存在所有分子之間。非極性分子內的電子雲運動會造成瞬間分佈不均勻，產生瞬間偶極，此瞬間偶極又會使附近的非極性分子產生暫時的誘發偶極現象並且是在低概率的可能性中發生的，使非極性分子互相吸引，此種作用力又稱瞬間偶極-誘發偶極力。

## 相對規模
分散力通常是在原子和分子之間的三種凡得瓦力（方向力、感應力、分散力）占主導地位，但小且高度極性的分子（例如水）除外。 分散力對總分子間交互作用能的貢獻如下：
| 分子對      | 交互作用總能量的% |
| ----------- | ----------------- |
| Ne-Ne       | 100               |
| CH4-CH4     | 100               |
| HCl-HCl     | 86                |
| HBr-HBr     | 96                |
| HI-HI       | 99                |
| CH3Cl-CH3Cl | 68                |
| NH3-NH3     | 57                |
| H2O-H2O     | 24                |
| HCl-HI      | 96                |
| H2O-CH4     | 87                |